# Pictichromis dinar
Pictichromis dinar är en fiskart som beskrevs av Randall och Schultz 2009. Pictichromis dinar ingår i släktet Pictichromis och familjen Pseudochromidae. Inga underarter finns listade i Catalogue of Life.